# Cecina, Livorno
Den här artikeln handlar om staden Cecina. För andra betydelser av ordet, se Cecina
Cecina är en kommun i provinsen Livorno i regionen Toscana i Italien. Här mynnar floden med samma namn. Kommunen hade 28 101 invånare (2018) och gränsar till kommunerna Bibbona, Casale Marittimo, Castellina Marittima, Guardistallo, Montescudaio, Riparbella, Rosignano Marittimo. 

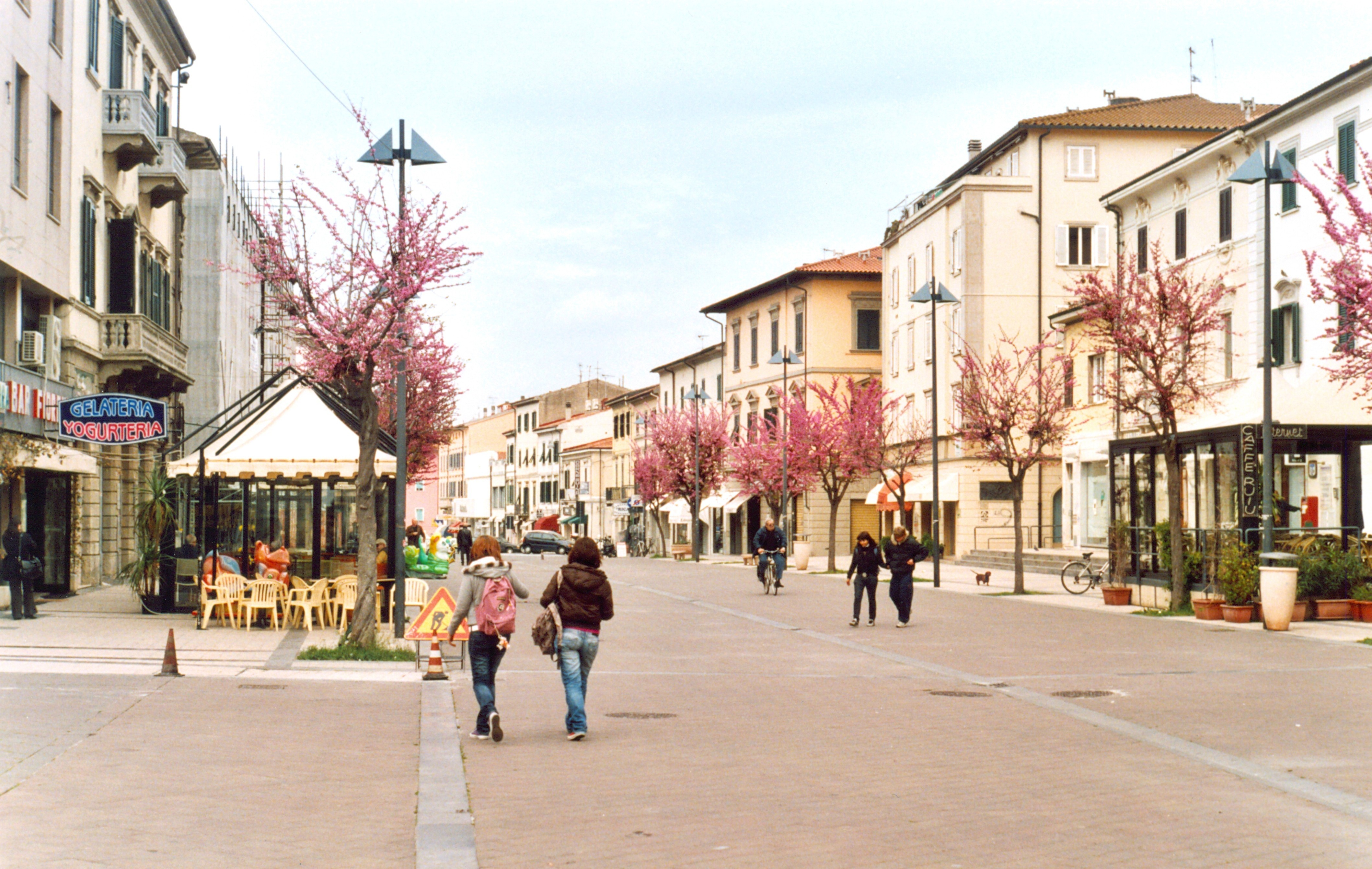
Stadens centrum

## Kända personer från Cecina
- Paolo Bettini